# Darling (perfume)
Darling é uma fragrância feminina da Coty, Inc., o primeiro perfume a ser aprovado por Kylie Minogue, lançado em 9 de novembro de 2006. O perfume foi criado por Thierry Wasser da Firmenich. As notas principais são de sândalo australiano, carambola, freesia e flor Boronia.